# Saxifraga luteoviridis
Saxifraga luteoviridis är en stenbräckeväxtart som beskrevs av Heinrich Wilhelm Schott och Kotschy. Saxifraga luteoviridis ingår i Bräckesläktet som ingår i familjen stenbräckeväxter. Inga underarter finns listade i Catalogue of Life.